# 黑堡宣言
黑堡宣言（英語：Blacksburg Manifesto），是1983年由萬斯來等學者針對公共行政發表的宣言。宣言憂心公共行政的正當性受政治力量腐蝕。

## 介紹
1970年代至1980年代期間，政務官輕視常任文官。美國政治反權威、反政府運動威脅了政府治理的正當性。
1982年，萬斯來與顧賽爾、羅爾、懷特(Orion F. White)與沃夫(James F. Wolf)等5名教授，用腦力激盪法相互討論，匯集對公共行政的看法。1983年，在紐約希爾頓飯店發表。
其後，主要撰寫者萬斯來發展《黑堡宣言》的黑堡觀點成1990年的《重建公共行政》()。 黑堡觀點也表現在顧賽爾的《為官僚辯護》(The Case for Bureaucracy)。

## 內容
政治與行政分離論在某實務上、某些層面窒礙難行，公共對話本身包含了自由與秩序兩者間的緊張關係。公共行政過於依賴科技及決策科學，使得其正當性受到腐蝕。三權相互內耗、聯邦與地方傾軋的情況下，能夠穩定政局的常任文官本於捍衛憲法、平衡民眾與政府的角色，參與公共利益的界定過程。公共行政（即常任文官），可以成為三權分立外的第四權，保護公共利益。

## 制度的明諾布魯克宣言
新公共行政學派（英語：New Public Administration, NPA），始於瓦爾多的兩次明諾布魯克會議（英語：Minnowbrook Conference）。1968年，瓦爾多資助33位公共行政學者，在美國紐約州雪城大學討論公共行政議題及發展。會議成果集結成馬瑞尼（F. Marini）編輯的《趨向新公共行政：明諾布魯克觀點》(Toward a New Public Administration: The Minnowbrook Perspective.)，成為新公共行政運動的濫觴。該書從後實證主義的觀點出發，強調社會公平，及「協和式」(consociated model)的官僚組織，主張能回應公民的公共行政。
1988年，第二次明諾布魯克會議檢討了第一次會議以來20年的新公共行政發展，重新強調公共行政的核心價值。2008年，第三次明諾布魯克會議，探討全球化等議題。
黑堡宣言，譽為「制度取向明諾布魯克觀點」（英語：Minnowbrook perspective with institutional background），是新公共行政學派在文官體系中的實踐。 